# 김승기 (배우)
김승기(1976년 2월 18일 ~ )은 대한민국의 배우이다. 2004년 영화 바람의 파이터로 데뷔하였다.

## 학력
- 동국대학교 연극학 학사

## 연기 활동

### 드라마
- 2015년: SBS 월화드라마 《육룡이 나르샤》
- 2012년: SBS 일일드라마 《너라서 좋아》
- 2007년: SBS 일일드라마 《연개소문》 - 우문사급 역
- 2001년: KBS 드라마시티 《아이스크림》

### 방송
- 2012년: KBS2 시사교양 《오감만족 세상은 맛있다》
- 2015년: cj헬로비젼 시사교양 《즐기세 헬로tv》

### 영화
- 2004년 《바람의 파이터》 ... 유치장 간수 역
- 2006년 《해바라기》 ... 창무파 역
- 2007년 《무방비도시》 ... 일선 경찰 역
- 2009년 《인사동 스캔들》 ... 김 형사 역
- 2011년 《나쁜피》 ... 형사 역
- 2012년 《공정사회》
- 2015년 《순수의 시대》 ... 이제 역

### 연극
- 1995년: 일요일의 불청객
- 1998년: 굿닥터
- 1999년: 쇼팔로비치 유랑극단
- 2000년: 산불
- 2000년: 갈매기
- 2002년: 한 여름밤의 꿈
- 2003년: 유리가면
- 2007년: 위험한커브
- 2008년: 어쩌다 마주친

## 학력
- 동국대학교 연극학 학사